# Saint-Pierre-de-Plesguen
Saint-Pierre-de-Plesguen / Sant-Pêr-Plewenn là một xã trong tỉnh Ille-et-Vilaine, thuộc vùng hành chính Bretagne của nước Pháp, có dân số là 2.023 người (thời điểm 2004).

## Dân số
Người dân ở Saint-Pierre-de-Plesguen được gọi là Saint-Pierrais.
| 1806 | 1826 | 1846 | 1866 | 1886 | 1906 | 1926 | 1946 | 1962 | 1968 | 1975 | 1982 | 1990 | 1999 | 2005 |
| ---- | ---- | ---- | ---- | ---- | ---- | ---- | ---- | ---- | ---- | ---- | ---- | ---- | ---- | ---- |
| 1872 | 2050 | 2226 | 2507 | 2591 | 2619 | 2383 | 2287 | 2270 | 2164 | 2038 | 2023 | 2075 | 1977 | 2264 |